# Ada Isensee
Ada Isensee (Potsdam, 12 de maio de 1944) é uma artista de vitrais alemã.

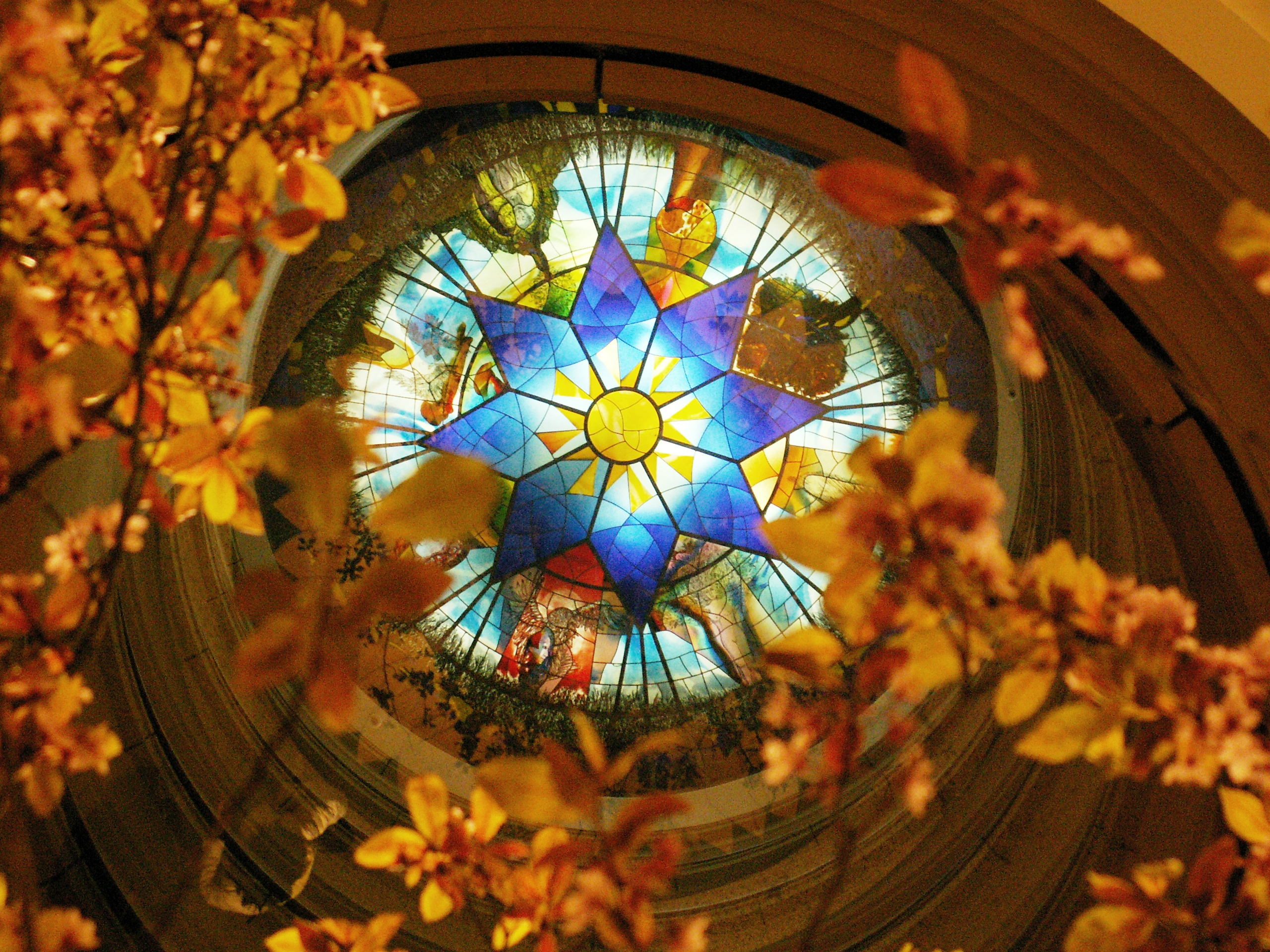
O seu trabalho em Hamburgo na Levantehaus

Isensee tem o seu trabalho em várias colecções, incluindo o Corning Museum of Glass e liderou várias exposições.
Ela foi casada com Hans Stockhausen, que foi outro artista de vidro. Eles mudaram-se na década de 1970 para viver e trabalhar em Buoch, onde criaram dois filhos. Ele morreu em 2000. Em 2015, ela foi convidada a criar uma exposição retrospectiva em Remshalden.